# Kawaii metal
Kawaii metal (jap. カワイイメタル Kawaii metaru; pol. dosł. Słodki metal, znany również jako Idol metal czy Kawaiicore) – gatunek łączący elementy heavy metalu i j-popu, który powstał w Japonii na początku 2010 roku. Gatunek ten łączy w sobie również wpływy Wschodu i Zachodu przemawiając do obu kultur. Typowa kompozycja kawaii metalu łączy instrumentarium występujące w różnych odmianach muzyki heavymetalowej z melodiami typowymi dla j-popu oraz estetyką japońskich idoli.

## Historia

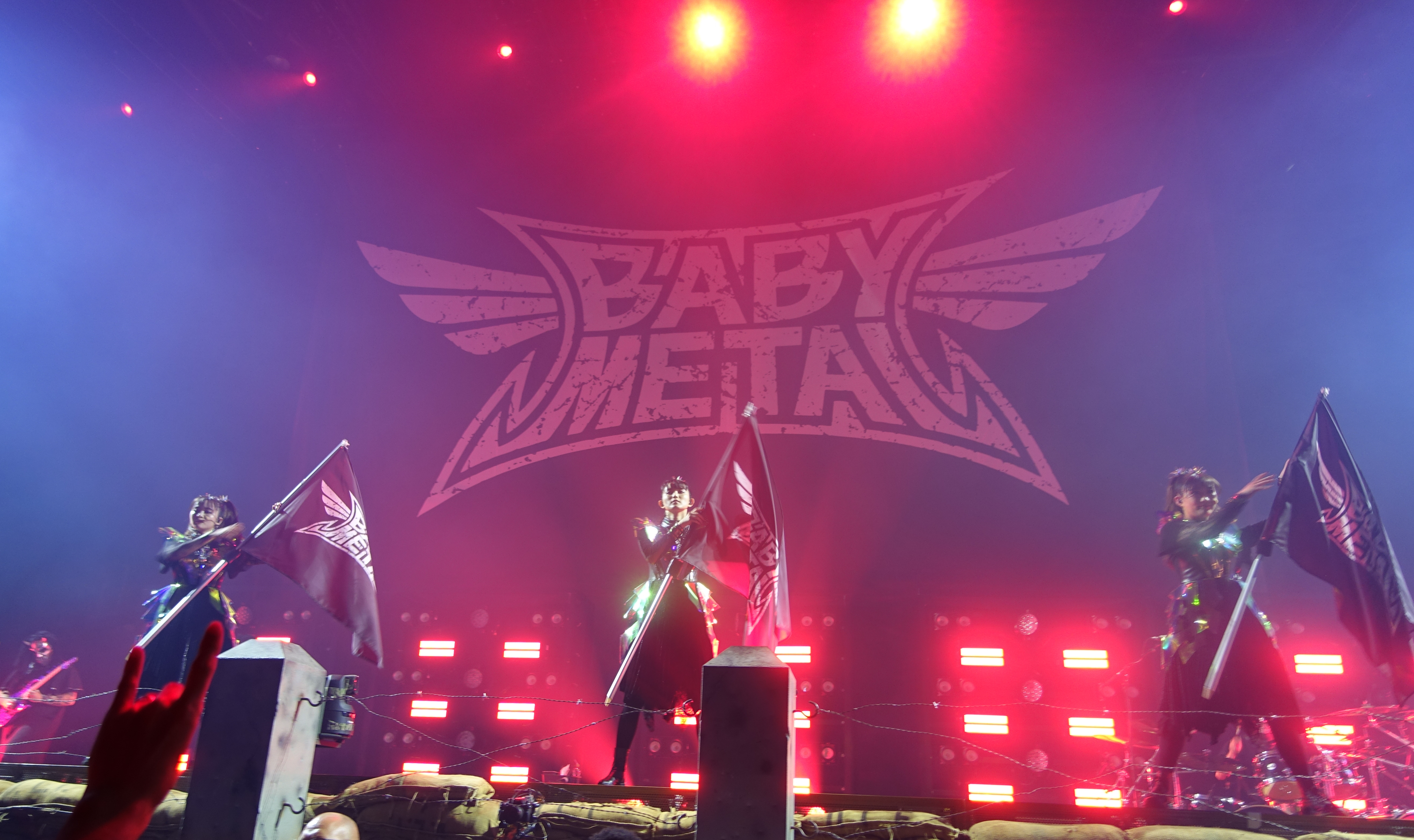
Grupa Babymetal – pionierzy gatunku kawaii metal

Japońska grupa idolek heavymetalowych Babymetal jest uważana za twórców kawaii metalu. Angelica Wallingford z City Times stwierdza, że tytułowy debiutancki album grupy pod tytułem BABYMETAL był pionierem gatunku muzycznego kawaii metalu. Wallingford zdefiniowała ten gatunek i album jako „mieszankę różnych gatunków, w tym popu, rocka, heavy metalu, EDM, industrialu, a nawet symfonicznego death metalu”.
Koncepcja kawaii metalu została zainicjowana przez Keya „Kobametal” Kobayashiego, producenta grupy Babymetal. W wywiadzie dla Billboard Kobayashi wyjaśnił, że „po prostu próbował zrobić coś, o czym nikt nigdy nie słyszał”.
Jeden z redaktorów The Independent stwierdził, że uważa ten gatunek za pochodną j-popu i różnych form ekstremalnego metalu, a mianowicie „speed metalu, power metalu, black metalu i industrial metalu”. Alex Weiss z magazynu Paper zdefiniował ten gatunek jako „hard rock ze słodkimi popowymi akcentami”. Weiss użył również piosenek Babymetal „Karate” i „Road of Resistance” jako przykładów ilustrujących różnicę między tekstami kawaii metalu a tekstami z innych gatunków metalowych, stwierdzając, że piosenki kawaii metalu „oferują perspektywę, której zwykle brakuje w większości hitów z gatunku metalowego w hiper-męskich, agresywnych tekstach”. Felix Clay z Cracked.com również uważa, że gatunek ten ma mniej agresywną lirykę, powołując się na teksty o „tematach muzyki pop, takich jak kocięta, czekolada i zabawa”.